# رساوتسی
رساوتسی (به صربی: Rsavci) یک منطقهٔ مسکونی در صربستان است که در ورنگاچکا بانگا واقع شده‌است. رساوتسی ۹٫۱۹ کیلومتر مربع مساحت و ۳۳۴ نفر جمعیت دارد و ۲۸۱ متر بالاتر از سطح دریا واقع شده‌است.